# Nicolae Stanciu (Fußballspieler, 1993)
Nicolae Claudiu Stanciu (* 7. Mai 1993 in Alba Iulia) ist ein rumänischer Fußballspieler, der beim CFC Genua unter Vertrag steht.

## Karriere

### Vereine
2008 debütierte Stanciu mit 15 Jahren in der Liga II für Unirea Alba Iulia. Nach dem Aufstieg von Alba Iulia gab Stanciu am 1. Mai 2010 gegen Steaua Bukarest sein Profidebüt in der Liga 1 für Unirea. Im Mai 2010 absolvierte er ein Probetraining beim FC Chelsea und beim VfB Stuttgart. Ein geplanter Transfer zu den Stuttgartern scheiterte an den Ablöseforderungen.
Zur Saison 2011/12 wechselte Nicolae Stanciu zum FC Vaslui. Zwei Jahre später schloss er sich Rekordmeister Steaua Bukarest an, mit dem er in der ersten Saison direkt rumänischer Meister wurde. Im Jahr darauf holte der Verein neben dem Meistertitel auch den Landespokal.
Im August 2016 wechselte Stanciu nach Belgien zum RSC Anderlecht. Am 19. Januar 2018 wechselte er zu Sparta Prag. 2022 schloss Stanciu sich dem chinesischen Club Wuhan Three Towns FC in der Chinese Super League an.
Nach zwei Jahren in Saudi-Arabien beim Damac FC wechselte er im Sommer 2025 nach Italien zum CFC Genua.

### Nationalmannschaft
Im Vorfeld der Fußball-Europameisterschaft 2016 in Frankreich wurde Nicolae Stanciu erstmals offiziell in den Nationalmannschaftskader berufen und erzielte in seiner ersten Partie gegen Litauen am 23. März 2016 auch gleich den 1:0-Siegtreffer. Er wurde in das rumänische EM-Aufgebot aufgenommen und erzielte in drei weiteren Vorbereitungsspielen jeweils einen Treffer. Im EM-Eröffnungsspiel gegen den Gastgeber stand er in der Startelf und nach einem Foul an ihm im Strafraum konnte Rumänien per Elfmeter zwischenzeitlich zum 1:1 ausgleichen. Wenige Minuten später wurde er jedoch verletzt ausgewechselt. Das Spiel endete 2:1 für Frankreich. Erst im dritten Spiel gegen Albanien kam er wieder zum Einsatz, das Team verlor jedoch zum zweiten Mal und schied aus dem Turnier aus.

## Erfolge

### Verein
Steaua Bukarest
- Rumänischer Meister: 2014, 2015
- Rumänischer Supercupsieger: 2013
- Rumänischer Ligapokalsieger: 2015, 2016
- Rumänischer Pokalsieger: 2015

Anderlecht
- Belgischer Meister: 2017
- Belgischer Supercupsieger: 2017

Slavia Prag
- Tschechischer Meister: 2020, 2021
- Tschechischer Pokalsieger: 2021

Wuhan Three Towns
- Chinesischer Meister: 2022

### Ehrungen
- Rumänischer Fußballer des Jahres: 2022[6]